# Јован Марон
Јован Марон (арапски: يوحنا مارون, сиријски: ܝܘܚܢܢ ܡܪܘܢ;   628 Сармин, данашња Сирија – 707, Кфархи, данашња Сирија) је био маронитски патријарх Антиохије и Сирије током 7-8 века. Према Марионитима, он је оснивач и први патријарх Маронитске цркве, чији је светитељ. Умро је и сахрањен у Кфархи код Батруна, у Либану, где му је посвећено светилиште.

## Младост
Према маронитским изворима, Јован је рођен у Саруму, граду који се налази јужно од града Антиохије. Био је син Агатона и Анохамије. Звали су га Јован Сарумски јер му је отац био гувернер Сарума. Његов деда по оцу, принц Алидипас, био је нећак Карломана, франачког принца, и управљао је Антиохијом. Јован се школовао у Антиохији и манастиру Светог Марона, изучавајући математику, науке, философију, теологију, филологију и Свето писмо. Замонашио се у манастиру, додајући своме име Марон.
Јован је учио грчки језик и патрологију у Цариграду. Враћајући се Светом Марону, писао је о тако разноликим темама као што су учење, реторика, сакраменти, управљање црквеном имовином, законодавне технике и литургија. Саставио је евхаристијску молитву која и данас носи његово име. Као млад свештеник укључио се у расправе са монофизитима. Запажен као учитељ и проповедник, објаснио је доктрину Халкидонског сабора (која се фокусирала на природу Исуса Христа и као Бога и човека), написао низ писама верницима против монофизитизма које је Бејт-Марун потом усвојио, након чега је наводно је путовао у Сирију да објасни јерес.

## Први маронитски патријарх
Антиохијски патријарх Анастасије II је страдао 609. Са византијско-сасанидским ратом који је трајао и општим немирима у тој области, Цариградски патријарх је почео да поставља низ титуларних патријарха. Маронитски извори наводе датум избора Јована Марона за патријарха антиохијског и целог истока као 685. годину, а после смрти антиохијског патријарха Теофана. Јован је потврђен и од папе Сергија I,  и постао је први маронитски патријарх.
Умро је 707. године.
Сачувана су његова дела (на сиријском): књига „О вери“, „Питања монофизитима“. 